# Rue Jean-Hubert
La rue Jean-Hubert est une ancienne rue de Paris, aujourd'hui disparue, qui était située dans le quartier Saint-Jacques.

## Situation
Cette rue, qui était située dans l'ancien 12e arrondissement, commençait rue des Sept-Voies (actuelle rue Valette) et finissait rue des Cholets (rue disparue).
Les numéros de la rue étaient rouges. Le dernier numéro impair était le no 3 et elle avait un seul numéro pair, le no 2.

## Origine du nom
Elle porte ce nom en mémoire de Jean Hubert, fondateur du collège Sainte-Barbe attenant à cette rue, en 1430.

## Historique
Elle est citée dans Le Dit des rues de Paris de Guillot de Paris sous la forme « rue du Moine ».
En 1416, elle est citée sous le nom de « rue Maître-Jeharre » puis « rue des Chieurs » et « rue des Chiens », avant de prendre le nom de « rue Jean-Hubert » en 1806 à l'occasion du nouveau numérotage des rues.
Elle est citée sous le nom de « rue des Chiens » dans un manuscrit de 1636.
Comme la rue des Cholets, elle est cédée au collège Sainte-Barbe pour permettre son agrandissement.
Le collège de Montaigu était situé entre la rue Jean-Hubert, la rue des Sept-Voies et la place Sainte-Geneviève (actuelle place du Panthéon).